# The Presidents of the United States of America
The Presidents of the United States of America sono un gruppo musicale alternative rock formatosi a Seattle (Washington) nel 1993.
Il gruppo è attualmente composto dal cantante e chitarrista/bassista Chris Ballew, dal batterista e cantante Jason Finn e dal chitarrista/bassista e cantante Andrew McKeag. Il primo cantante e chitarrista/bassista Dave Dederer ha lasciato il gruppo nel 2004. Hanno pubblicato sei album in studio.

## Storia del gruppo
Al contrario degli altri gruppi di Seattle, The Presidents of the United States of America si sono distinti per l'umorismo presente in canzoni brevi, semplici e la cui forza si basava soprattutto su un atteggiamento volutamente demenziale e ironico.
La band viene fondata alla fine del 1993 da Ballew e Dederer, già compagni di una scuola privata di Seattle, che inizialmente si esibiscono come duo senza batterista e con svariati nomi, tra cui The Lo-Fis, Dynamic Duo e Pure Frosting. Una volta scelto il nome definitivo "The Presidents of the United States of America", Ballew e Dederer chiamano nel gruppo il batterista Jason Finn, allora anche nei Love Battery, e debuttano come trio a Seattle nel dicembre del 1993.
All'inizio del 1994, il gruppo registra in un solo giorno Froggystyle, una cassetta con dieci canzoni da vendere ai loro concerti. Tra le particolarità del loro stile, è da notare che Ballew usa il "basitar" (bass + guitar), una chitarra con le due corde più basse prese da un basso, mentre Dederer suona il "guitabass" (guitar più bass), un basso con tre corde prese da una chitarra.
Lo stesso anno firmano per la piccola etichetta di Seattle, PopLlama Records e pubblicano il loro album d'esordio, The Presidents of the United States of America l'anno successivo. Nello stesso periodo, il gruppo pubblica un singolo in edizione limitata in vinile blu 7'', Fuck California per la C/Z Records, firma per la Columbia Records e ripubblica l'album alla fine di luglio 1995. Grazie ai singoli Lump, Peaches, e Kitty, l'album si rivela un successo, ricevendo la nomination per il Grammy nel 1996 e nel 1997.
Anche il secondo album, II, riceve lodi dalla critica, ma non riesce a ripetere il successo commerciale del primo. Dal 1995 al 1997, per promuovere i due album, il gruppo gira il mondo in tour e partecipa alle più importanti trasmissioni televisive, tra cui i talk show di Jay Leno e di David Letterman. Pure Frosting viene pubblicato nel 1998. Il CD contiene tracce inedite, cover, demo e i video anche video per Lump, Peaches, Mach 5 e Dune Buggy. Tuttavia il gruppo si scioglie lo stesso anno, quando Ballew sceglie di trascorrere più tempo con la sua famiglia e di esplorare altri terreni musicali.
Nel 2000 il gruppo si riunisce per pubblicare un nuovo album, Freaked Out and Small, ma a causa delle scarse vendite, si scioglie nuovamente. Si riforma nel 2004 e pubblica l'album Love Everybody per l'etichetta PUSA Inc., da loro fondata. Al momento, l'ultimo album del gruppo è These Are the Good Times People del 2008. Il 5 marzo 2011 il gruppo presenta una nuova canzone, Can't stop catchin' 'em all!, al Nintendo World di New York, in occasione del lancio americano dei videogiochi Pokémon Nero e Bianco. Il pezzo, così come il video, illustra alcuni dei Pokémon della regione di Unima, in cui è ambientato il videogioco.

## Formazione

### Formazione attuale
- Chris Ballew – chitarra, basso, voce
- Jason Finn – batteria
- Andrew McKeag – chitarra, basso, voce

### Ex componenti
- Dave Dederer (1989-2007) - chitarra, basso, voce

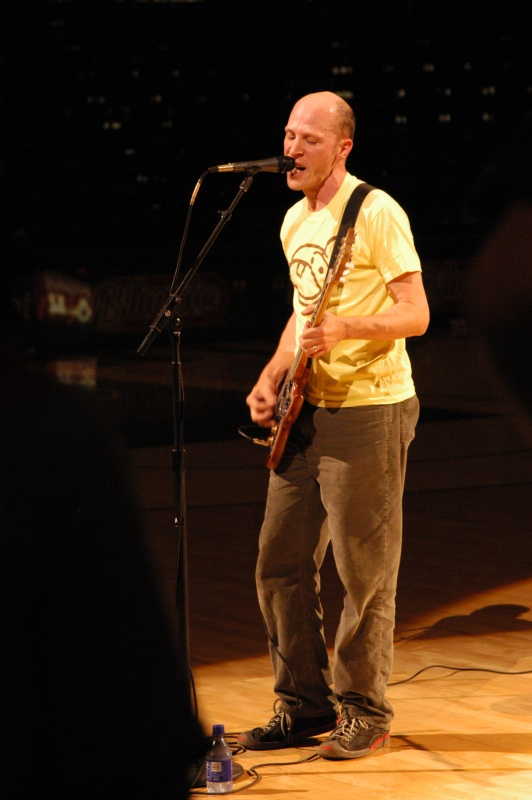
Chris Ballew
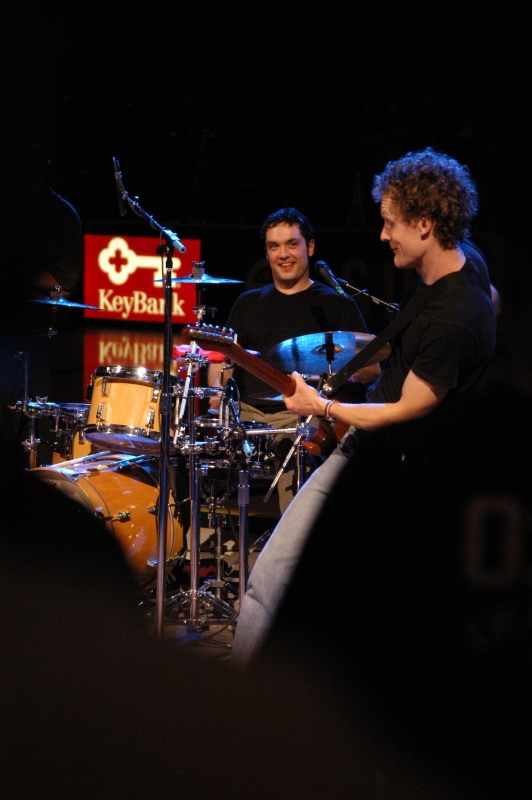
Jason Finn e Dave Dederer
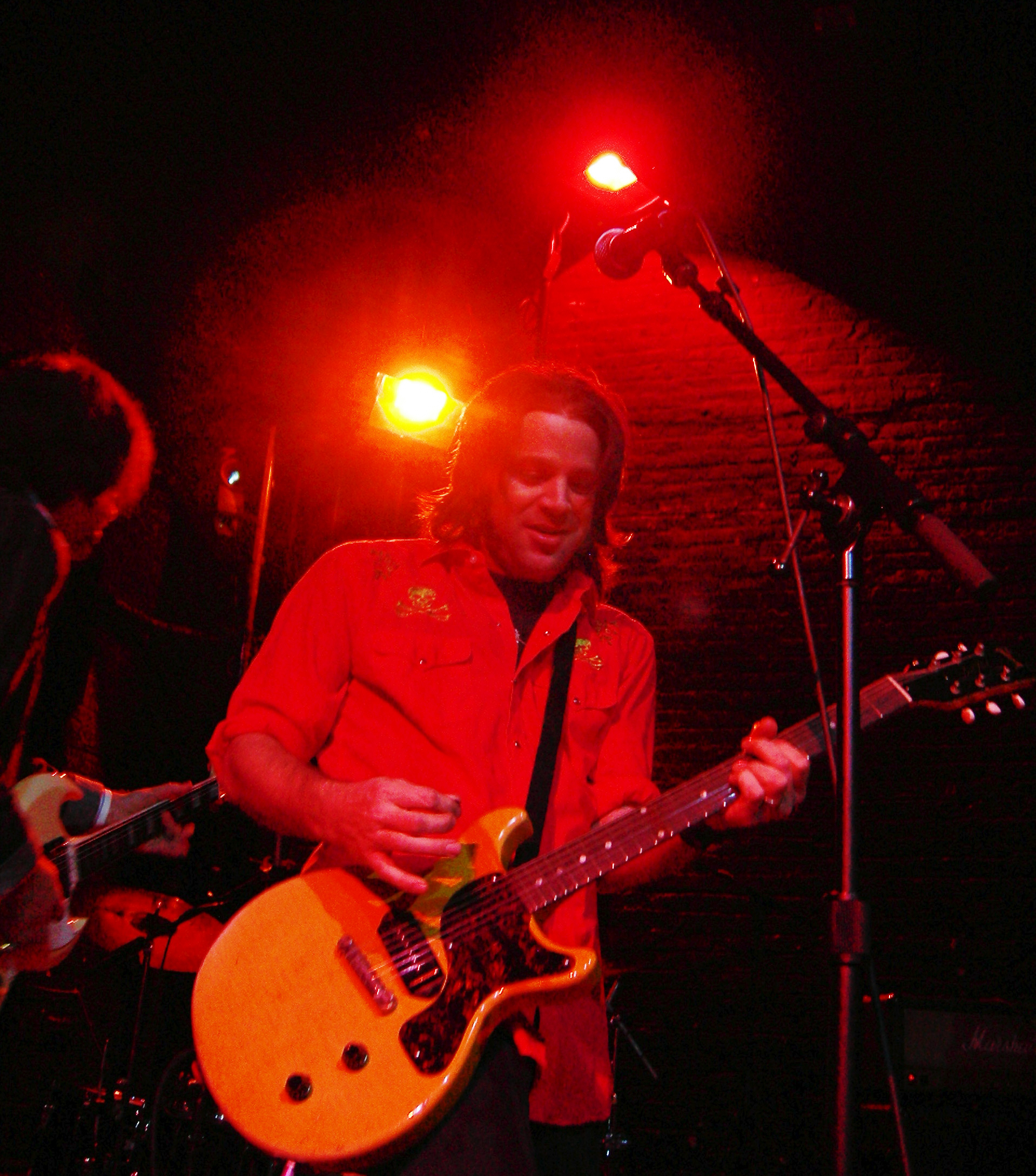
Andrew McKeag
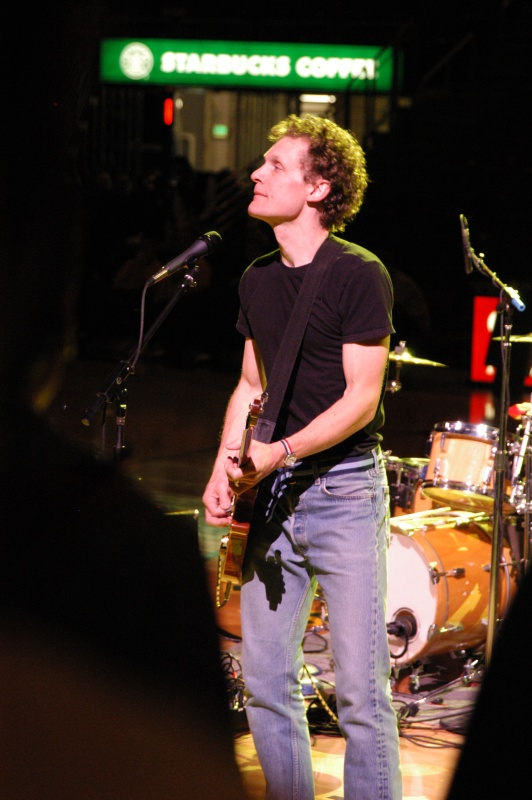
Dave Dederer

## Discografia

### Album in studio
- 1995 – The Presidents of the United States of America (Pop Llama/Columbia Records)
- 1996 – II (Pop Llama/Columbia Records)
- 2000 – Freaked Out and Small (MusicBlitz Records)
- 2004 – Love Everybody (PUSA Inc.)
- 2008 – These Are the Good Times People (Fugitive Recordings/Tooth & Nail)
- 2014 – Kudos to You!

### Album dal vivo
- 2001 – Freaked Out and Small Live (MusicBlitz Records/Firebrand Music)

### EP
- 1994 – Froggystyle
- 1996 – Peaches & Live (Sony Records)
- 2005 – Munky River (PUSA Inc.)
- 2009 – More Bad Times (Fugitive Recordings/Tooth & Nail)

### Raccolte
- 1997 – Rarities (Sony Records)
- 1998 – Pure Frosting (Columbia Records)
- 2000 – Lump – The Best of (Sony Records)